# Jack Findlay
Cyril John detto Findlay, detto Jack (Shepparton, 5 febbraio 1935 – Mandelieu-la-Napoule, 19 maggio 2007), è stato un pilota motociclistico australiano.

## Carriera
È considerato l'icona dell'ormai quasi scomparsa categoria dei piloti privati che, dagli anni cinquanta ai settanta, diede vita al Continental Circus, ovvero al folto gruppo di piloti che seguivano gli spostamenti del Motomondiale a bordo del loro furgone-officina, generalmente accompagnati da amici o dalla moglie, nei panni di meccanici e cronometristi.
Nato a Shepparton, nello stato australiano del Victoria, a circa 200 km da Melbourne, iniziò a gareggiare in moto ad appena 15 anni sotto il nome del padre (dato che era ancora minorenne). Dopo aver lasciato la scuola lavorò presso la locale filiale della Banca d'Australia fino al 1957, anno in cui lasciò l'Australia assieme alla moglie per gettarsi a tempo pieno nelle corse. Arrivato in Inghilterra trovò lavoro presso la Dunlop e con i primi soldi riuscì a comprare una Norton Manx (all'epoca la moto preferita dai piloti privati del Mondiale) in sella alla quale esordì nella massima competizione mondiale, al GP della Germania Ovest, sul circuito del Nürburgring, il 20 luglio 1958, terminando al 12º posto nella gara della Classe 500.
L'anno seguente Findlay esordì al Tourist Trophy, ma per ottenere i primi punti iridati dovette attendere il 1961, anno in cui riuscì a conquistare due piazzamenti (5º al Sachsenring e 6º a Monza) che gli consentirono di guadagnare il 20º posto nella classifica della 500. Ben presto l'australiano si dimostrò pilota di buon livello, distinguendosi tra la massa di privati che affollavano le griglie di partenza del Motomondiale di quegli anni. Come quasi tutti i piloti ufficiali e non dell'epoca Findlay gareggiava in diverse classi, con le moto più disparate: nel Motomondiale 1963 lo troviamo in sella ad una FB Mondial nella classe 250 (dove termina 18º il mondiale con 2 punti) e con una Matchless (preparata originariamente per il pilota scozzese Bob McIntyre, già ufficiale di Gilera e Bianchi, morto nel 1962 in gara) in 500, classe nella quale conquista l'8º posto nella classifica finale. La carriera decollò definitivamente dal 1965, anno in cui conquistò un altro 8º posto in 500, sempre con la Matchless-McIntyre. L'anno seguente riuscì addirittura a classificarsi 3º in 500 (dietro ad Agostini e Hailwood) e 7º in 250 (migliore tra i piloti privati) su Bultaco.
La definitiva consacrazione, come più veloce tra i privati, fu nel 1968, anno in cui solo l'imbattibile binomio Agostini-MV Agusta riuscì a piazzarsi davanti all'australiano. Pensionata la Matchless-McIntyre, nel 1969 Findlay passò a pilotare la LinTo 500 GP ufficiale e successivamente la special JADA con motore derivato dalla Suzuki T 500, artigianalmente costruita dallo stesso Findlay e dal celebre telaista Daniele Fontana. Con la JADA Findlay riuscì a conquistare la sua prima vittoria, al GP dell'Ulster, il 14 agosto 1971, approfittando dell'assenza di Agostini, già matematicamente campione del mondo. La vittoria di Findlay fu anche la prima per una moto a due tempi nella classe 500 del motomondiale che, in quell'anno, vide l'australiano terminare in quinta posizione nella classifica generale.
Nel 1973 Findlay divenne finalmente un pilota ufficiale, per il team SAIAD (l'importatore italiano Suzuki). In sella alla Suzuki ufficiale riuscì a vincere il Senior TT, prima vittoria nella massima categoria per la casa giapponese (8 giugno 1973): anche in questo caso l'eterno rivale Agostini era assente, avendo egli boicottato il TT in seguito alla tragica scomparsa l'anno prima di Gilberto Parlotti. Findlay rimase alla SAIAD anche nel 1974, arrivando come l'anno precedente quinto nella classifica finale.
Nel 1975 Findlay conquistò il suo unico alloro, la vittoria nel campionato FIM Formula 750 (che nel 1977 sarebbe stato elevato a Campionato del Mondo) precedendo un pilota del calibro di Barry Sheene. La carriera dell'australiano nel Motomondiale proseguì fino al 1978, riuscendo a ottenere ancora una vittoria, al GP d’Austria 1977, boicottato dai piloti ufficiali dopo l'incidente che era costato la vita allo svizzero Hans Stadelmann nella gara della "350".
Il ritiro dalle corse avvenne nel 1978, dopo più di 150 Gran Premi disputati. Per la sua esperienza nel mondo delle corse, Findlay ricoprì tra il 1992 e il 2001 il ruolo di direttore delle commissioni tecniche FIM e IRTA. Abbandonato il mondo delle corse per motivi di salute e trasferitosi a Vaucresson, alle porte di Parigi, con la seconda moglie, il "veloce Jack" è morto nella sua seconda casa a Mandelieu, all'età di 72 anni il 19 maggio 2007, a causa di un enfisema polmonare, alla vigilia del GP di Francia dove il mondo delle corse gli rese omaggio con il classico minuto di silenzio.
Nelle stagioni '68 e '69, il regista francese Jérôme Laperrousaz girò il film Continental Circus, un documentario che narra la vita dei piloti impegnati nel Motomondiale, scegliendo come filo conduttore del racconto le vicissitudini di Findlay. Nella colonna sonora del film (pubblicata nell'album Continental Circus dei Gong e di Daevid Allen), è presente un brano musicale a lui dedicato, Blues for Findlay.

## Risultati nel motomondiale

### Classe 50
| 1966 | Classe | Moto        |  |  |    |   |    |    |    |    |    |     |   |   |  | Punti | Pos. |
| ---- | ------ | ----------- |  |  | -- | - | -- | -- | -- | -- | -- | --- | - | - |  | ----- | ---- |
| 1966 | 50     | Bridgestone |  |  | NE | 8 | NE | NE | NE | NE | NE | Rit | - | 6 |  | 1     | 13º  |

| Legenda | 1º posto        | 2º posto            | 3º posto            | A punti      | Senza punti        | Grassetto – Pole position Corsivo – Giro più veloce |
| Legenda | Gara non valida | Non qual./Non part. | Ritirato/Non class. | Squalificato | '-' Dato non disp. | Grassetto – Pole position Corsivo – Giro più veloce |

### Classe 125
| 1966 | Classe | Moto    |     |   |    |   |    |   |   |   |   |   |   |   |  | Punti | Pos. |
| ---- | ------ | ------- | --- | - | -- | - | -- | - | - | - | - | - | - | - |  | ----- | ---- |
| 1966 | 125    | Bultaco | Rit | - | NE | - | NE | - | - | - | - | - | - | - |  | 0     |      |

| Legenda | 1º posto        | 2º posto            | 3º posto            | A punti      | Senza punti        | Grassetto – Pole position Corsivo – Giro più veloce |
| Legenda | Gara non valida | Non qual./Non part. | Ritirato/Non class. | Squalificato | '-' Dato non disp. | Grassetto – Pole position Corsivo – Giro più veloce |

### Classe 250
| 1963 | Classe | Moto       |   |   |    |     |   |   |   |   |    |   |   |   |  | Punti | Pos. |
| ---- | ------ | ---------- | - | - | -- | --- | - | - | - | - | -- | - | - | - |  | ----- | ---- |
| 1963 | 250    | FB Mondial | - | - | NE | Rit | - | - | 5 | - | NE | 8 | - | - |  | 2     | 18º  |

| 1966 | Classe | Moto    |   |   |   |   |   |   |   |   |   |   |   |   |  | Punti | Pos. |
| ---- | ------ | ------- | - | - | - | - | - | - | - | - | - | - | - | - |  | ----- | ---- |
| 1966 | 250    | Bultaco | 4 | - | - | - | - | - | - | 4 | - | 5 | 4 | 4 |  | 14    | 7º   |

| 1967 | Classe | Moto    |  |   |   |  |   |   |   |   |   |   |   |   |   | Punti | Pos. |
| ---- | ------ | ------- |  | - | - |  | - | - | - | - | - | - | - | - | - | ----- | ---- |
| 1967 | 250    | Bultaco |  | 4 | - |  | - | - | - | - | - | - | 8 | - | - | 3     | 14º  |

| 1968 | Classe | Moto             |   |   |     |    |   |   |   |   |   |   |  |  |  | Punti | Pos. |
| ---- | ------ | ---------------- | - | - | --- | -- | - | - | - | - | - | - |  |  |  | ----- | ---- |
| 1968 | 250    | Bultaco e Yamaha | 5 | - | Rit | 10 | - | 6 | - | - | - | 5 |  |  |  | 5     | 11º  |

| 1969 | Classe | Moto   |   |   |   |     |   |   |   |   |   |   |   |   |  | Punti | Pos. |
| ---- | ------ | ------ | - | - | - | --- | - | - | - | - | - | - | - | - |  | ----- | ---- |
| 1969 | 250    | Yamaha | - | - | - | Rit | - | 7 | - | - | - | - | - | - |  | 4     | 33º  |

| Legenda | 1º posto        | 2º posto            | 3º posto            | A punti      | Senza punti        | Grassetto – Pole position Corsivo – Giro più veloce |
| Legenda | Gara non valida | Non qual./Non part. | Ritirato/Non class. | Squalificato | '-' Dato non disp. | Grassetto – Pole position Corsivo – Giro più veloce |

### Classe 350
| 1960 | Classe | Moto   |   |   |    |    |    |   |   |  |  |  |  |  |  | Punti | Pos. |
| ---- | ------ | ------ | - | - | -- | -- | -- | - | - |  |  |  |  |  |  | ----- | ---- |
| 1960 | 350    | Norton | - | - | 16 | NE | NE | - | - |  |  |  |  |  |  | 0     |      |

| 1961 | Classe | Moto   |    |   |    |  |   |    |   |   |   |   |    |  |  | Punti | Pos. |
| ---- | ------ | ------ | -- | - | -- |  | - | -- | - | - | - | - | -- |  |  | ----- | ---- |
| 1961 | 350    | Norton | NE | 8 | NE |  | - | NE | 7 | - | - | - | NE |  |  | 0     |      |

| 1964 | Classe | Moto |    |    |    |     |   |    |   |   |   |   |   |  |  | Punti | Pos. |
| ---- | ------ | ---- | -- | -- | -- | --- | - | -- | - | - | - | - | - |  |  | ----- | ---- |
| 1964 | 350    | AJS  | NE | NE | NE | Rit | - | NE | - | - | - | - | 8 |  |  | 0     |      |

| 1968 | Classe | Moto      |   |    |   |   |    |   |   |    |   |   |  |  |  | Punti | Pos. |
| ---- | ------ | --------- | - | -- | - | - | -- | - | - | -- | - | - |  |  |  | ----- | ---- |
| 1968 | 350    | Aermacchi | - | NE | 6 | - | NE | - | - | NE | - | - |  |  |  | 1     | 18º  |

| 1969 | Classe | Moto                     |   |   |    |   |   |    |   |   |   |   |     |   |  | Punti | Pos. |
| ---- | ------ | ------------------------ | - | - | -- | - | - | -- | - | - | - | - | --- | - |  | ----- | ---- |
| 1969 | 350    | Aermacchi, Yamaha e Jawa | 5 | 4 | NE | 3 | 5 | NE | - | - | 7 | - | Rit | - |  | 34    | 6º   |

| 1970 | Classe | Moto   |   |    |   |   |   |    |   |   |   |   |   |   |  | Punti | Pos. |
| ---- | ------ | ------ | - | -- | - | - | - | -- | - | - | - | - | - | - |  | ----- | ---- |
| 1970 | 350    | Yamaha | - | NE | - | - | - | NE | 6 | 7 | - | - | - | - |  | 9     | 20º  |

| 1971 | Classe | Moto   |   |   |   |   |    |   |   |   |   |   |   |   |  | Punti | Pos. |
| ---- | ------ | ------ | - | - | - | - | -- | - | - | - | - | - | - | - |  | ----- | ---- |
| 1971 | 350    | Yamaha | - | - | - | - | NE | - | - | - | - | - | - | 6 |  | 5     | 32º  |

| 1972 | Classe | Moto   |   |   |   |   |   |   |   |    |   |   |   |   |   | Punti | Pos. |
| ---- | ------ | ------ | - | - | - | - | - | - | - | -- | - | - | - | - | - | ----- | ---- |
| 1972 | 350    | Yamaha | - | - | - | - | 4 | - | 7 | NE | - | - | 6 | - | - | 17    | 10º  |

| 1975 | Classe | Moto   |   |   |     |   |    |  |   |    |    |    |   |   |  | Punti | Pos. |
| ---- | ------ | ------ | - | - | --- | - | -- |  | - | -- | -- | -- | - | - |  | ----- | ---- |
| 1975 | 350    | Yamaha | - | - | Rit | - | 11 |  | - | NE | NE | 12 | - | - |  | 0     |      |

| 1976 | Classe | Moto   |   |    |   |   |   |   |    |    |   |   |   |   |  | Punti | Pos. |
| ---- | ------ | ------ | - | -- | - | - | - | - | -- | -- | - | - | - | - |  | ----- | ---- |
| 1976 | 350    | Yamaha | - | 17 | - | - | 8 | - | NE | NE | - | - | - | - |  | 3     | 32º  |

| 1977 | Classe | Moto   |   |    |   |    |   |   |   |    |    |     |   |    |   | Punti | Pos. |
| ---- | ------ | ------ | - | -- | - | -- | - | - | - | -- | -- | --- | - | -- | - | ----- | ---- |
| 1977 | 350    | Yamaha | - | AN | - | NQ | - | - | - | NQ | NE | Rit | - | 16 | - | 0     |      |

| Legenda | 1º posto        | 2º posto            | 3º posto            | A punti      | Senza punti        | Grassetto – Pole position Corsivo – Giro più veloce |
| Legenda | Gara non valida | Non qual./Non part. | Ritirato/Non class. | Squalificato | '-' Dato non disp. | Grassetto – Pole position Corsivo – Giro più veloce |

### Classe 500
| 1958 | Classe | Moto   |  |  |  |    |  |  |  |  |  |  |  |  |  | Punti | Pos. |
| ---- | ------ | ------ |  |  |  | -- |  |  |  |  |  |  |  |  |  | ----- | ---- |
| 1958 | 500    | Norton |  |  |  | 12 |  |  |  |  |  |  |  |  |  | 0     |      |

| 1959 | Classe | Moto   |  |     |  |  |  |    |     |  |  |  |  |  |  | Punti | Pos. |
| ---- | ------ | ------ |  | --- |  |  |  | -- | --- |  |  |  |  |  |  | ----- | ---- |
| 1959 | 500    | Norton |  | Rit |  |  |  | NE | Rit |  |  |  |  |  |  | 0     |      |

| 1960 | Classe | Moto   |  |  |    |     |    |    |   |  |  |  |  |  |  | Punti | Pos. |
| ---- | ------ | ------ |  |  | -- | --- | -- | -- | - |  |  |  |  |  |  | ----- | ---- |
| 1960 | 500    | Norton |  |  | 11 | Rit | 12 | 13 | 8 |  |  |  |  |  |  | 0     |      |

| 1961 | Classe | Moto   |    |  |  |  |  |   |   |   |   |  |  |  |  | Punti | Pos. |
| ---- | ------ | ------ | -- |  |  |  |  | - | - | - | - |  |  |  |  | ----- | ---- |
| 1961 | 500    | Norton | NE |  |  |  |  | 8 | 5 | 8 | 6 |  |  |  |  | 3     | 20º  |

| 1962 | Classe | Moto   |    |    |     |    |   |    |     |     |     |  |  |  |  | Punti | Pos. |
| ---- | ------ | ------ | -- | -- | --- | -- | - | -- | --- | --- | --- |  |  |  |  | ----- | ---- |
| 1962 | 500    | Norton | NE | NE | Rit | 12 | 5 | NE | Rit | Rit | Rit |  |  |  |  | 2     | 21º  |

| 1963 | Classe | Moto      |    |    |    |   |   |   |   |   |   |   |   |    |  | Punti | Pos. |
| ---- | ------ | --------- | -- | -- | -- | - | - | - | - | - | - | - | - | -- |  | ----- | ---- |
| 1963 | 500    | Matchless | NE | NE | NE | - | - | - | - | 5 | - | 2 | - | NE |  | 8     | 8º   |

| 1964 | Classe | Moto      |   |    |    |   |   |   |   |   |   |   |   |    |  | Punti | Pos. |
| ---- | ------ | --------- | - | -- | -- | - | - | - | - | - | - | - | - | -- |  | ----- | ---- |
| 1964 | 500    | Matchless | - | NE | NE | - | - | 5 | - | - | - | - | 5 | NE |  | 4     | 15º  |

| 1965 | Classe | Moto      |  |   |    |    |    |    |     |    |   |   |   |   |    | Punti | Pos. |
| ---- | ------ | --------- |  | - | -- | -- | -- | -- | --- | -- | - | - | - | - | -- | ----- | ---- |
| 1965 | 500    | Matchless |  | 4 | NE | NE | 10 | 11 | Rit | 11 | 9 | 4 | 5 | 8 | NE | 8     | 7º   |

| 1966 | Classe | Moto      |    |    |    |   |     |   |   |   |   |   |   |    |  | Punti | Pos. |
| ---- | ------ | --------- | -- | -- | -- | - | --- | - | - | - | - | - | - | -- |  | ----- | ---- |
| 1966 | 500    | Matchless | NE | 11 | NE | 6 | Rit | 2 | 4 | 3 | 4 | 8 | 3 | NE |  | 20    | 3º   |

| 1967 | Classe | Moto      |    |   |    |  |  |   |   |  |  |   |   |  |    | Punti | Pos. |
| ---- | ------ | --------- | -- | - | -- |  |  | - | - |  |  | - | - |  | -- | ----- | ---- |
| 1967 | 500    | Matchless | NE | 3 | NE |  |  | 4 | 3 |  |  | 3 | 9 |  | NE | 15    | 5º   |

| 1968 | Classe | Moto      |     |   |     |   |   |   |   |   |   |     |  |  |  | Punti | Pos. |
| ---- | ------ | --------- | --- | - | --- | - | - | - | - | - | - | --- |  |  |  | ----- | ---- |
| 1968 | 500    | Matchless | Rit | 2 | Rit | 2 | 2 | 3 | 2 | 2 | 5 | Rit |  |  |  | 34    | 2º   |

| 1969 | Classe | Moto              |     |   |     |     |   |     |     |  |     |  |     |     |  | Punti | Pos. |
| ---- | ------ | ----------------- | --- | - | --- | --- | - | --- | --- |  | --- |  | --- | --- |  | ----- | ---- |
| 1969 | 500    | LinTo e Aermacchi | Rit | 3 | Rit | Rit | 5 | Rit | Rit |  | Rit |  | Rit | Rit |  | 16    | 13º  |

| 1970 | Classe | Moto   |     |     |   |   |     |     |    |    |     |   |     |     |  | Punti | Pos. |
| ---- | ------ | ------ | --- | --- | - | - | --- | --- | -- | -- | --- | - | --- | --- |  | ----- | ---- |
| 1970 | 500    | Seeley | Rit | Rit | 4 | 4 | Rit | Rit | 12 | NE | Rit | 4 | Rit | Rit |  | 24    | 8º   |

| 1971 | Classe | Moto   |   |     |  |     |   |  |    |    |   |   |   |   |  | Punti | Pos. |
| ---- | ------ | ------ | - | --- |  | --- | - |  | -- | -- | - | - | - | - |  | ----- | ---- |
| 1971 | 500    | Suzuki | 4 | Rit |  | Rit | 3 |  | NE | 10 | 5 | 1 | 5 | 6 |  | 50    | 5º   |

| 1972 | Classe | Moto   |   |     |  |     |     |     |   |     |  |   |     |     |   | Punti | Pos. |
| ---- | ------ | ------ | - | --- |  | --- | --- | --- | - | --- |  | - | --- | --- | - | ----- | ---- |
| 1972 | 500    | Suzuki | 7 | Rit |  | Rit | Rit | Rit | 6 | Rit |  | 2 | Rit | Rit | 3 | 31    | 9º   |

| 1973 | Classe | Moto   |    |     |     |    |   |     |   |   |   |     |     |     |  | Punti | Pos. |
| ---- | ------ | ------ | -- | --- | --- | -- | - | --- | - | - | - | --- | --- | --- |  | ----- | ---- |
| 1973 | 500    | Suzuki | 10 | Rit | Rit | AN | 1 | Rit | 5 | 3 | 5 | Rit | Rit | Rit |  | 38    | 5º   |

| 1974 | Classe | Moto   |    |  |   |   |     |     |   |     |   |   |    |    |  | Punti | Pos. |
| ---- | ------ | ------ | -- |  | - | - | --- | --- | - | --- | - | - | -- | -- |  | ----- | ---- |
| 1974 | 500    | Suzuki | 12 |  | 4 | 4 | Rit | Rit | 5 | Rit | 4 | 7 | NE | NE |  | 34    | 5º   |

| 1975 | Classe | Moto   |     |    |     |    |     |  |     |   |   |   |     |    |  | Punti | Pos. |
| ---- | ------ | ------ | --- | -- | --- | -- | --- |  | --- | - | - | - | --- | -- |  | ----- | ---- |
| 1975 | 500    | Yamaha | Rit | NE | Rit | 10 | Rit |  | Rit | 3 | 9 | 3 | Rit | NE |  | 23    | 10º  |

| 1976 | Classe | Moto   |     |   |     |    |     |   |     |   |   |     |     |    |  | Punti | Pos. |
| ---- | ------ | ------ | --- | - | --- | -- | --- | - | --- | - | - | --- | --- | -- |  | ----- | ---- |
| 1976 | 500    | Suzuki | Rit | 8 | Rit | NE | Rit | 5 | Rit | 2 | 7 | Rit | Rit | NE |  | 25    | 8º   |

| 1977 | Classe | Moto   |  |   |    |     |    |    |    |    |   |    |     |     |     | Punti | Pos. |
| ---- | ------ | ------ |  | - | -- | --- | -- | -- | -- | -- | - | -- | --- | --- | --- | ----- | ---- |
| 1977 | 500    | Suzuki |  | 1 | 13 | Rit | NE | NQ | NE | NQ | 9 | 14 | Rit | Rit | Rit | 17    | 16º  |

| 1978 | Classe | Moto   |  |  |    |     |     |     |    |  |  |     |    |    |    | Punti | Pos. |
| ---- | ------ | ------ |  |  | -- | --- | --- | --- | -- |  |  | --- | -- | -- | -- | ----- | ---- |
| 1978 | 500    | Suzuki |  |  | NQ | Rit | Rit | Rit | 15 |  |  | Rit | 18 | NE | NE | 0     |      |

| Legenda | 1º posto        | 2º posto            | 3º posto            | A punti      | Senza punti        | Grassetto – Pole position Corsivo – Giro più veloce |
| Legenda | Gara non valida | Non qual./Non part. | Ritirato/Non class. | Squalificato | '-' Dato non disp. | Grassetto – Pole position Corsivo – Giro più veloce |